# Jaume Rigual i Ramos
Jaume Rigual i Ramos (Barcelona, 11 de gener de 1918 - Barcelona, 16 de febrer de 2010) fou un futbolista català de la dècada de 1940.

## Trajectòria
Va fitxer pel FC Barcelona, procedent de la Penya Casellas l'any 1937. Jugà dues temporades al club durant la guerra, disputant una quarantena de partits i guanyant el Campionat de Catalunya i la Lliga Catalana la temporada 1937-38. Després de la guerra jugà dues temporades a Castella, al Reial Valladolid i al Palencia CF. L'any 1941 retornà a Catalunya, jugant a nombrosos equips modestos, com el Girona FC, Lleida Balompié, CD Tortosa, Reus Deportiu, SD Espanya Industrial, CF Igualada, FC Martinenc, CE Europa i UE Tàrrega.

## Palmarès
- Campionat de Catalunya de futbol:
  - 1937-38
- Lliga Catalana de Futbol:
  - 1937-38